# Маргерита III (Кротоне)
Маргерита III је насеље у Италији у округу Кротоне, региону Калабрија.
Према процени из 2011. у насељу је живело 19 становника. Насеље се налази на надморској висини од 6 м.